# Serguéi Nikitenko
Serguéi Vladímirovich Nikitenko –en ruso, Сергей Владимирович Никитенко– (12 de marzo de 1956) es un deportista soviético que compitió en ciclismo en la modalidad de pista. Ganó una medalla de oro en el Campeonato Mundial de Ciclismo en Pista de 1982, en la prueba de persecución por equipos.

## Medallero internacional
| Campeonato Mundial | Campeonato Mundial       | Campeonato Mundial | Campeonato Mundial          |
| Año                | Lugar                    | Medalla            | Competición                 |
| ------------------ | ------------------------ | ------------------ | --------------------------- |
| 1982               | Leicester ( Reino Unido) | Medalla de oro     | Persecución por equipos (A) |